# Metròfanes d'Alexandria
Metròfanes d'Alexandria o Metròfanes Critòpulos (grec: Μητροφάνης Κριτόπουλος) va ser patriarca Ortodox d'Alexandria de l'any 1636 al 1639.
Va néixer a Véria, a Macedònia, l'any 1589. Va ser monjo al Mont Athos i col·laborava estretament amb el patriarca Ciril Lucaris. Va estudiar a la Universitat d'Oxford, a Anglaterra i també a Alemanya. Va viatjar per Europa on va conèixer els més importants teòlegs del seu temps. Va transmetre les idees de l'Església Ortodoxa a Occident, i es va preocupar especialment pel problema d'unificar l'Església Ortodoxa amb les esglésies d'Europa occidental.
Va ensenyar grec a Viena entre els anys 1627 i 1630. Va ser nomenat bisbe de Memfis a Egipte, on hi va passar un temps, fins que va ser elegit patriarca d'Alexandria el 1636, on va reunir una important biblioteca. Va morir a Valàquia el 1639.